# Trapezites eliena
Trapezites eliena là một loài bướm có kích thước nhỏ đặc hữu của Úc.
Ấn trùng ăn Lomandra confertifolia.

## Hình ảnh

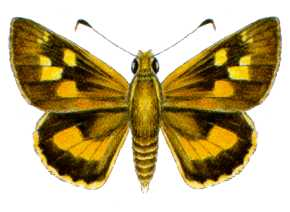